# Passaggio (Bettona)
Passaggio è una frazione del comune di Bettona (PG).
Il paese si trova nella pianura sottostante la città di Bettona (che è arroccata su un colle), in prossimità della confluenza del fiume Topino nel fiume Chiascio; l'elevazione è di 202 m s.l.m.

## Storia
In età preistorica, la zona era occupata da un ramo del lacus Umber, la vasta palude alluvionale che ricopriva gran parte della Valle Umbra. Le prime abitazioni erano utilizzate principalmente per ospitare attività legate al commercio ed allo scambio.
Nell'anno 720 vi fu costruita dai benedettini la Badia di San Crispolto, nel luogo dove il vescovo Crispolto venne martirizzato dai romani nel I secolo; essa dipendeva dalla diocesi di Assisi e custodiva il corpo del santo. Nel 1266 i bettonesi traslarono il corpo sul colle, provocando le ire degli assisani: questi vennero placati solo quando ai frati venne dato il permesso di salire anch'essi dentro le mura.
Nella contrada, nota come San Crispolto del Piano, sorgeva anche un ospizio per i poveri, gestito dalla confraternita dei Disciplinati Neri di Bettona.
La pianura di Passaggio è stata teatro, poi, nel corso dei secoli, di svariate guerre, le più cruente delle quali sono forse state quelle contro i perugini, nel XIV secolo: nel 1352 venne distrutta la torre della badia e nel 1353 vi si riunì un Consiglio. Nel XVII secolo, seguendo le sorti di Bettona, cadde sotto il dominio dello Stato Pontificio, e gran parte dei terreni furono dedicati a san Gregorio.
In seguito a numerose bonifiche, a partire dalla metà del XIX secolo, venne trasformata in una campagna coltivabile molto fertile. Intorno al 1950, il forte sviluppo dell'agricoltura e l'insediamento di attività produttive artigianali ed industriali (ad esempio, Marcantonini per l'industria elettromeccanica e Selfair per i caminetti) fece da polo d'attrazione per le prime abitazioni che ora costituiscono la popolosa frazione; esse si svilupparono intorno all'incrocio della provinciale 404 che porta a Costano con la direttrice Torgiano-Bevagna.

## Monumenti e luoghi d'interesse
- Villa del Boccaglione (XVIII secolo), una grande residenza di campagna in stile neoclassico della famiglia Della Penna. Costruita secondo alcuni dall'architetto Piermarini, si trovava in pietoso stato di abbandono sino alla fine del XX secolo; dal 1987 è diventata un bene di proprietà del Ministero dei Beni Culturali, e dopo il restauro diverrà sede di convegni e manifestazioni.
- Badia di San Crispolto al Piano (prima del X secolo), costruita dai benedettini sulle rovine di un preesistente edificio romano, ora è diventata di proprietà privata ed è stata completamente restaurata ad abitazione e casa colonica. Nel XII secolo subì degli aggiornamenti in stile romanico (abside e cripta).
- Chiesa parrocchiale della Madonna del Ponte, in stile moderno, con una facciata rotonda, in pietra.
- Teatro Excelsior (1957)

## Economia e manifestazioni
Le campagne relativamente intatte consentono tuttora una produzione agricola e zootecnica (allevamenti suinicoli) di buona qualità, nonché la presenza di un discreto numero di attività agrituristiche. La produzione vitivinicola è a buon livello, come testimoniato dalla presenza di una cantina cooperativa operante sin dal 1960, che consente la produzione di un DOC "Colli Martani" e degli IGT "Umbria" e "Bettona".
Il 12 maggio si festeggia san Crispolto con una tradizionale Fiera, anche di cavalli. Inoltre, l'8 settembre, si festeggia la Madonna del Ponte con una festa paesana denominata Tutti in festa. 

## Sport
- F.C.D. Real Virtus (calcio)